# Campylocentrum aciculatum
Campylocentrum aciculatum là một loài thực vật có hoa trong họ Lan. Loài này được (Rchb.f. & Warm.) Cogn. mô tả khoa học đầu tiên năm 1906.

## Hình ảnh

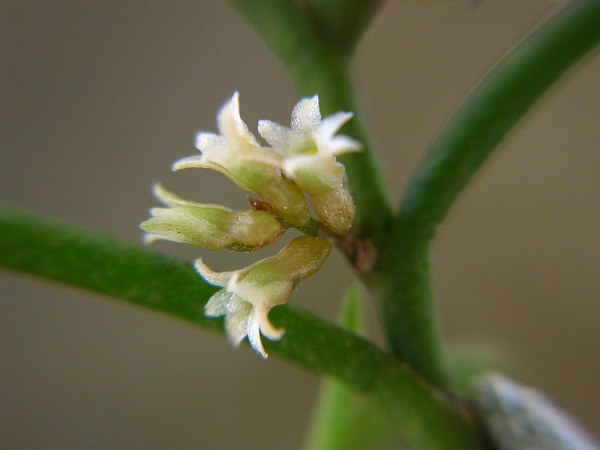
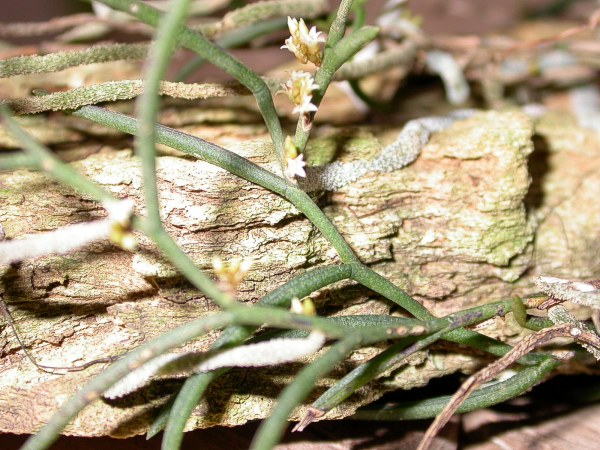
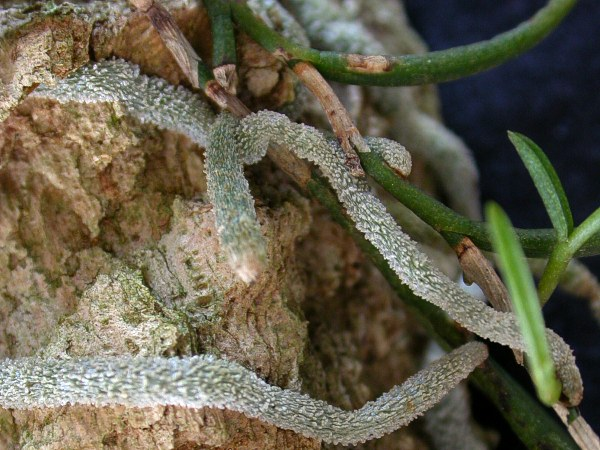